# Vytautas Leškevičius
Vytautas Leškevičius (* 17. Januar 1970 in Marijampolė) ist ein litauischer Diplomat, Politiker, und stellv. litauischer Außenminister. 
Nach der Mittelschule absolvierte Vytautas Leškevičius von 1990 bis 1995 das Studium der Philosophie an der Universität Vilnius. Von 1996 bis 2000 war er persönlicher Referent des Außenministers, von 2000 bis 2004 erster Sekretär in der litauischen Botschaft in Russland und von 2011 bis 2012 Politischer Direktor im Außenministerium. 2013/2014 amtierte er als stellvertretender Außenminister von Litauen. Danach war Leškevičius litauischer Botschafter beim Europarat. Seit 2015 vertritt er sein Land bei der NATO.
Er ist verheiratet und hat zwei Kinder.